# Stare Miasto (gromada w powiecie morąskim)
Stare Miasto – dawna gromada, czyli najmniejsza jednostka podziału terytorialnego Polskiej Rzeczypospolitej Ludowej w latach 1954–1972.
Gromady, z gromadzkimi radami narodowymi (GRN) jako organami władzy najniższego stopnia na wsi, funkcjonowały od reformy reorganizującej administrację wiejską przeprowadzonej jesienią 1954 do momentu ich zniesienia z dniem 1 stycznia 1973, tym samym wypierając organizację gminną w latach 1954–1972.
Gromadę Stare Miasto z siedzibą GRN w Starym Mieście utworzono – jako jedną z 8759 gromad na obszarze Polski – w powiecie morąskim w woj. olsztyńskim na mocy uchwały nr 17 WRN w Olsztynie z dnia 4 października 1954. W skład jednostki weszły obszary dotychczasowych gromad Adamowo, Królikowo, Prakwice i Stare Miasto (z wyłączeniem stacji kolejowej Dzierzgoń, którą włączono do miasta Dzierzgonia w powiecie sztumskim w województwie gdańskim), ponadto miejscowość Strażnica z dotychczasowej gromady Stary Dzierzgoń oraz miejscowości Monasterzysko Wielkie i Monasterzysko Małe z dotychczasowej gromady Wartule, ze zniesionej gminy Stary Dzierzgoń w tymże powiecie. Dla gromady ustalono 9 członków gromadzkiej rady narodowej.
Gromadę zniesiono 1 stycznia 1960, a jej obszar włączono do gromady Stary Dzierzgoń w tymże powiecie.